# Andrzej Samulowski (poeta)
Andrzej Samulowski (ur. 2 kwietnia 1840 w Sząbruku, zm. 10 kwietnia 1928 w Gietrzwałdzie) – warmiński poeta ludowy, działacz oświatowy i społeczny, nauczyciel, żył i pracował w Gietrzwałdzie, gdzie założył w 1878 r. pierwszą polską księgarnię na Warmii. Budynek ten zachował się do dzisiaj.

## Życiorys

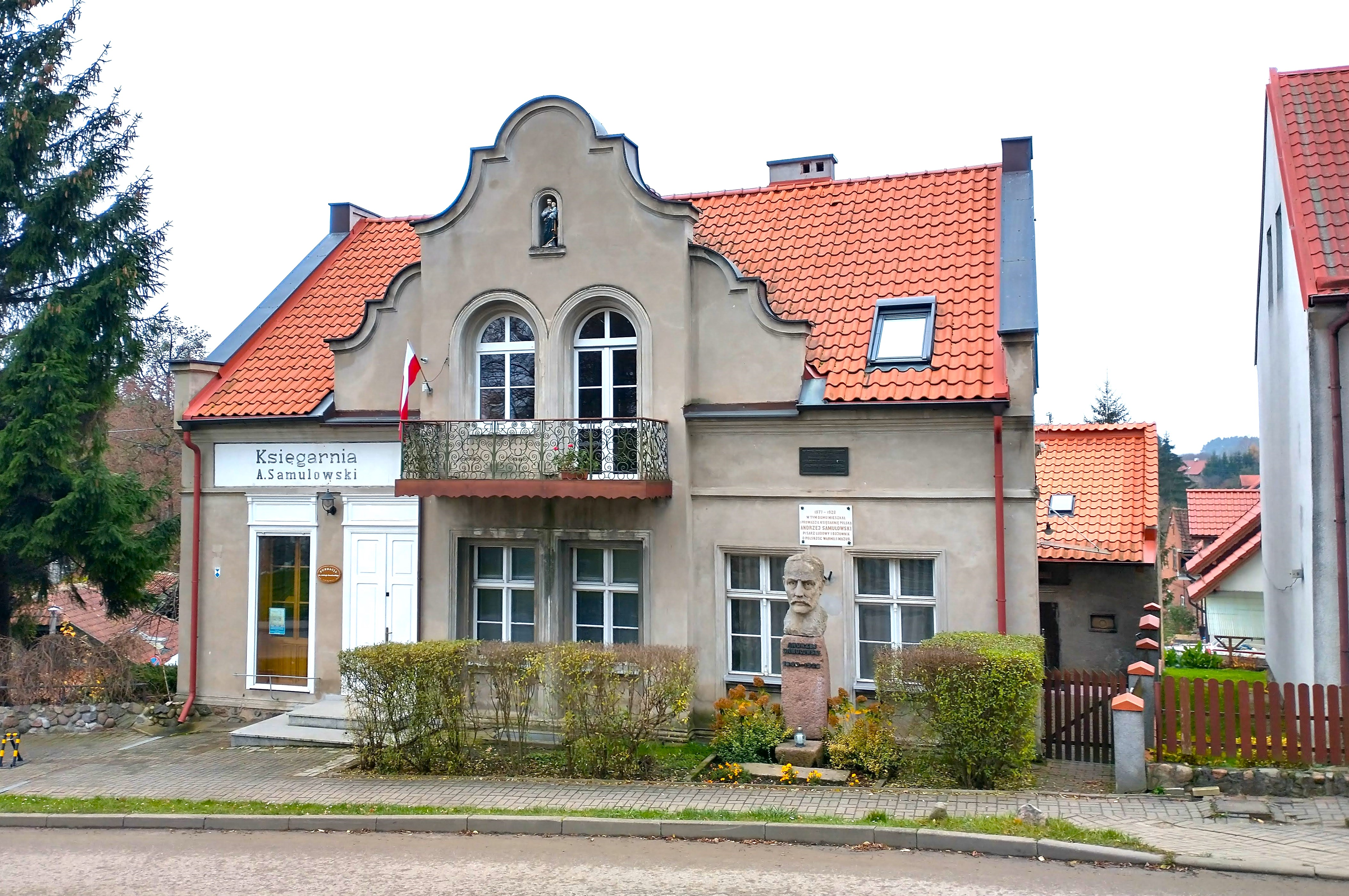
Dom i księgarnia Andrzeja Samulowskiego w Gietrzwałdzie

Zostawił po sobie bogatą spuściznę literacką. Pisał wiersze o tematyce patriotycznej i religijnej. Jego główna działalność przypada na lata 1870–1920. W tym czasie osiadł w Gietrzwałdzie i założył polską księgarnię. Zaopatrywał niemal całą Warmię w elementarze, podręczniki szkolne, książki beletrystyczne. Wraz z Franciszkiem Szczepańskim i Janem Liszewskim zainicjował powstanie polskojęzycznej Gazety Olsztyńskiej, która zaczęła wychodzić od 1886 roku. Brał czynny udział w akcji wyborczej do sejmu pruskiego w 1890 roku na rzecz jedynego polskiego kandydata Franciszka Szczepańskiego. Mimo podeszłego wieku zaangażował się w akcję plebiscytową. Na łamach pism regionalnych pojawiły się listy Warmiaków, uskarżających się na brak polskiej gazety na Warmii. Jedno z takich orędzi napisał Andrzej Samulowski w 1872 roku. W lipcu 1873 roku Karol Horn, nadprezydent Prowincji Pruskiej, wydał zarządzenie ze szczegółowym programem nauczania w szkołach ludowych, którego celem było, by dzieci płynnie i możliwie poprawnie używały języka niemieckiego ustnie i pisemnie. Smutne efekty tego rozporządzenia opisywał Andrzej Samulowski, który kazał przygotować kamienne tabliczki z napisem Du sollst deutsch sprechen. Otrzymywały je dzieci mówiące w szkole po polsku.
Przez wiele lat był najważniejszym przedstawicielem Warmii w ruchu narodowym całego zaboru pruskiego. Pieśni jego śpiewano w czasie pielgrzymek, wiersze recytowano na różnych uroczystościach narodowych, rodzinnych i towarzyskich. Oddał mu hołd w 1920 Jan Kasprowicz, sejmik ludu warmińskiego wiwatował na jego cześć. Był przyjacielem Jana Matejki i często jeździł do Krakowa, m.in. na odsłonięcie pomnika Grunwaldzkiego. Niemcy nazywali go polskim Bismarckiem. Na łożu śmierci, zapytany o to, co robić dalej z Mazurami odpowiedział: Brać siłą, nie czekać!.
Został pochowany w Gietrzwałdzie, gdzie spędził większą część swojego życia.

## Upamiętnienie
- Nazwiskiem Andrzeja Samulowskiego nazwano ulice w Olsztynie, Kętrzynie i Morągu.